# 藝進同學會
藝進同學會（Artiste Training Alumni Association）成立於1988年，由周潤發、杜琪峯、金興賢及林德祿等人創立，是香港一非牟利組織，該會宗旨是藉此會把無綫電視藝員訓練班的畢業同學聯繫起來，並希望能以藝能演技促進同學間的關係和互相互愛。
同學會也有自製舞台劇，首演劇目為「花心大丈夫」，其他還有「嬉春酒店」、「皮草店的春光」、「才子亂點俏佳人」和為紀念藝進會成立十週年會慶的「才子亂點俏佳人」。而舞台劇的部份收入會作為「藝進同學會慈善基金」（1990年成立），並撥捐香港演藝學院作助學金。
藝進同學會之話劇始於1988年。首演之劇目為「花心大丈夫」其中收入之十六萬港元，撥捐香港演藝學院作助學金。其後，假沙田、澳門、荃灣及屯門等地演出。1991年更遠赴美、加巡迴表演。1991年開始至今，注入三個新劇，分別為「嬉春酒店」、「皮草店的春光」及「才子亂點俏佳人」。 
而為紀念藝進會成立十週年會慶，於1998年9月30日至10月10日假香港演藝學院校本部上演十五場「才子亂點俏佳人」，演出同學包括周潤發、林家棟、商天娥、陳美琪、盧海鵬、譚玉瑛、麥長青、李國麟、魯振順、黃敏儀、羅雪玲等。 
1999年8月20日至22日，「花心大丈夫」再度移師澳門，在澳門文化中心大劇院演出三場，演員包括廖啟智（已故）、羅慧娟（已故）、梁藝齡、李國麟、郭鋒、艾威、曾偉明、曾守明（已故）、祝文君（已故）、嚴俊等等。
2019年30周年慶祝，舉行晚會，有黃澤鋒、黎耀祥、鄭世豪等藝人出席。

## 外部連結
- 藝進同學會（页面存档备份，存于）